# Homocodon brevipes
Homocodon brevipes là loài thực vật có hoa trong họ Hoa chuông. Loài này được (Hemsl.) D.Y.Hong mô tả khoa học đầu tiên năm 1980.